# James Kettle
James Kettle (Londres, 19 de septiembre de 2001) es un deportista británico que compite en piragüismo en la modalidad de eslalon.
Ganó una medalla de plata en el Campeonato Mundial de Piragüismo en Eslalon de 2023, en la prueba de C1 por equipos. En los Juegos Europeos de Cracovia 2023 consiguió una medalla de bronce en la misma prueba.

## Palmarés internacional
| Campeonato Mundial | Campeonato Mundial    | Campeonato Mundial | Campeonato Mundial |
| Año                | Lugar                 | Medalla            | Competición        |
| ------------------ | --------------------- | ------------------ | ------------------ |
| 2023               | Londres (Reino Unido) | Medalla de plata   | C1 por equipos     |
| Juegos Europeos    |                       |                    |                    |
| Año                | Lugar                 | Medalla            | Competición        |
| 2023               | Cracovia (Polonia)    | Medalla de bronce  | C1 por equipos     |